# Falciot cuaespinós de les Filipines
El falciot cuaespinós de les Filipines (Mearnsia picina) és una espècie d'ocell de la família dels apòdids (Apodidae) que habita els boscos de les illes sud-orientals de les Filipines.